# Tiffany Clark
Tiffany Clark (Los Ángeles, California; 18 de marzo de 1961) es una ex actriz pornográfica estadounidense.

## Biografía
Natural de Los Ángeles (California), Clark debutó en la industria pornográfica en 1979, nada más cumplir los 18 años, siendo su primera película Pinck Champagne. Durante su carrera, si bien apareció en películas con papeles heterosexuales, también se caracterizó por sus apariciones en película de temática lésbica y hardcore.
Como actriz trabajó para estudios como Metro, Western Visuals, VCA Pictures, Vivid, Caballero, Command Cinema, Video X Pix, Bizarre, Blue Vanities, Harmony Vision, TGA Video o Arrow/AFV, entre otros.
Además de su faceta como actriz pornográfica, Tiffany Clark también posó como modelo erótica, llegando a ser portada de revistas como Partner Sex Stars, en invierno de 1982, o en Video X, en junio de 1983.
En 1984, en la primera edición de los Premios AVN, se convirtió en una de las primeras actrices pornográficas galardonadas en estos galardones que promociona lo mejor de la industria de manera anual. Por su trabajo en la película Hot Dreams se llevó dos premios: a la Mejor actriz de reparto y a la Mejor escena de sexo chico/chica, junto a Michael Bruce.
Un año más tarde, en 1985, protagonizó la película Hot Rockers, que fue la única en la que también participó como directora.
Se retiró en 1997, con 114 películas como actriz. En 2002, fue incluida en el Salón de la fama de AVN.
Algunas películas suyas fueron Angel Buns, Babe, Centerfold Fever, Dallas School Girls, Fantasy Follies 2, Ginger, Hot Dreams, Mascara, Oui Girls, Pandora's Mirror, Sexcapades o Twilight Pink.

## Premios y nominaciones
| Año  | Ceremonia   | Resultado | Premio                           | Trabajo    |
| ---- | ----------- | --------- | -------------------------------- | ---------- |
| 1984 | Premios AVN | Ganadora  | Mejor actriz de reparto          | Hot Dreams |
| 1984 | Premios AVN | Ganadora  | Mejor escena de sexo chico/chica | Hot Dreams |